# Ben-Simon Bonin
Ben-Simon Bonin (* 3. Januar 2003 in Rottenburg am Neckar) ist ein deutscher Volleyball- und Beachvolleyballspieler.

## Karriere Hallenvolleyball
Bonin spielte in seiner Jugend beim TV Rottenburg, mit dem er 2018 deutscher U16-Meister wurde. Anschließend wechselte er zu den Volley YoungStars Friedrichshafen, mit denen er vier Jahre in der 2. Bundesliga Süd spielte. Parallel dazu hatte er von 2019 bis 2022 ein Doppelspielrecht für die Erstliga-Mannschaft des VfB Friedrichshafen. Mit dem Team wurde er 2021 und 2022 deutscher Vizemeister. Bonin stand auch im Kader der deutschen Junioren-Nationalmannschaft. 2022 wechselte der Außenangreifer zum finnischen Verein Valepa Sastamala.
2023 wechselte Bonin zum Bundesliga-Aufsteiger VC Bitterfeld-Wolfen. Im Februar 2024 holte der VfB Friedrichshafen für den Rest der Saison zurück. Danach wurde Bonin vom Zweitligisten Barock Volleys MTV Ludwigsburg verpflichtet. Mit dem Verein schaffte er in der Saison 2024/25 den Aufstieg in die erste Liga. Auch 2025/26 spielt Bonin für Ludwigsburg.

## Karriere Beachvolleyball
Auch im Beachvolleyball ist Bonin aktiv. 2019 wurde er mit dem Kieler Momme Lorenz deutscher U17-Meister.